# Darney
Darney ist eine französische Gemeinde mit 1078 Einwohnern (Stand 1. Januar 2022) im Département Vosges in der Region Grand Est. Sie gehört zum Arrondissement Neufchâteau und zum Kanton Darney und ist Sitz des Gemeindeverbands Les Vosges côté Sud-Ouest. Die Bewohner werden Darnéens und Darnéennes genannt.
Die Gemeinde erhielt 2023 die Auszeichnung „Eine Blume“, die vom Conseil national des villes et villages fleuris (CNVVF) im Rahmen des jährlichen Wettbewerbs der blumengeschmückten Städte und Dörfer verliehen wird.

## Geografie

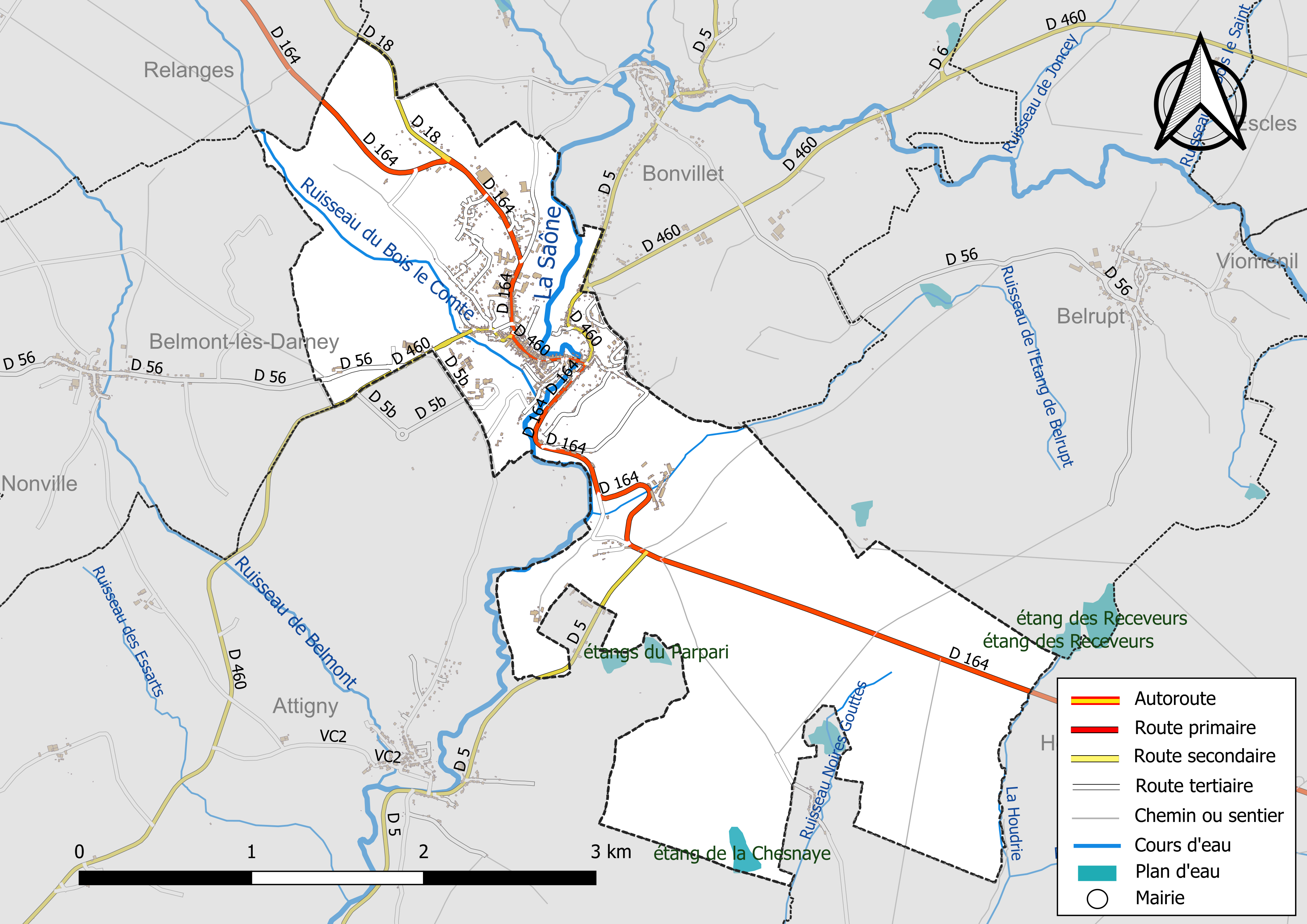
Gewässer und Straßen der Gemeinde

Die Gemeinde Darney liegt auf dem Plateau der Vôge an den Seiten eines Vorgebirges mit Blick auf das Tal der oberen Saône – nur wenige Kilometer von deren Quelle entfernt – zwischen den südlothringischen Heilbädern Vittel und Bains-les-Bains. Darney wird neben der Saône, vom Ruisseau du Bois le Comte, der Houdrie, dem Ruisseau de l’Etang de Belrupt und dem Ruisseau Noires Gouttes entwässert.
Nachbargemeinden von Darney sind Bonvillet im Norden und Nordosten, Belrupt im Osten, Hennezel im Südosten, Attigny im Süden und Südwesten, Belmont-lès-Darney im Westen sowie Relanges im Nordwesten.

## Geschichte
Darney hieß in der Antike Daren Haye, keltisch für Eingang zum Wald. Später wurde die Gemeinde „Darney aux trente tours“ genannt; von den 30 Türmen ist allerdings nicht mehr viel erhalten.

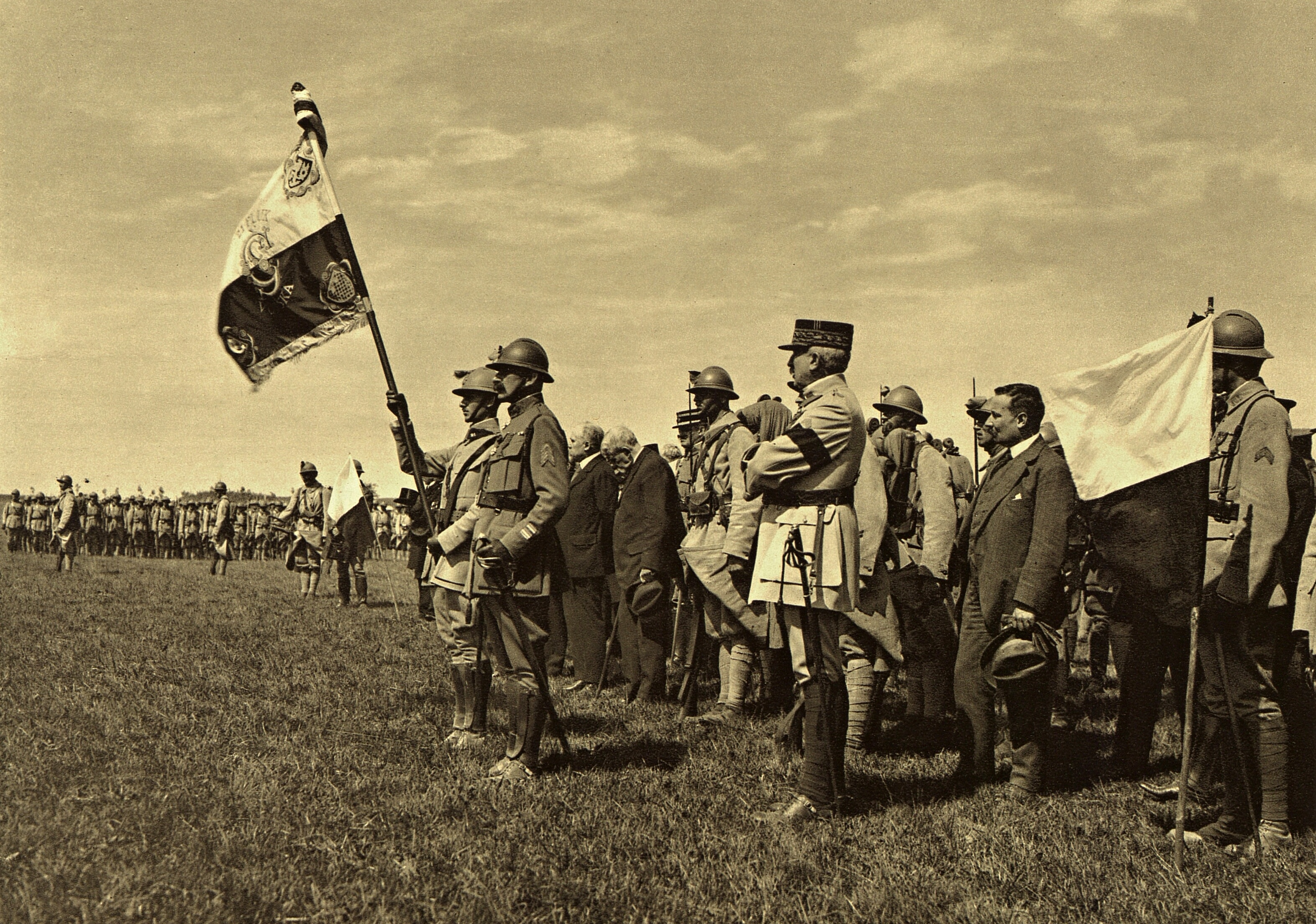
Erklärung der tschechoslowakischen Unabhängigkeit

Am 30. Juni 1918 erklärte der französische Staatspräsident Raymond Poincaré in Darney die Unabhängigkeit der Tschechoslowakei. Das ehemalige Hôtel de Ville ist heute ein französisch-tschechoslowakisches Museum, in dem insbesondere die Unabhängigkeitserklärung aufbewahrt wird.

### Bevölkerungsentwicklung
| Jahr      | 1962 | 1968 | 1975 | 1982 | 1990 | 1999 | 2007 | 2019 |
| Einwohner | 1810 | 1930 | 1922 | 1736 | 1534 | 1339 | 1238 | 1076 |

## Sehenswürdigkeiten
- Ehemaliges Schloss Darney aus der zweiten Hälfte des 15. Jahrhunderts, heute Museum der Tschechoslowakei, seit 1984 als Monument historique eingeschrieben
- Kirche Sainte-Madeleine, erbaut 1768 und 1789, seit 1992 als Monument historique eingeschrieben
- Calvaire, errichtet 1758, seit 1963 als Monument historique klassifiziert

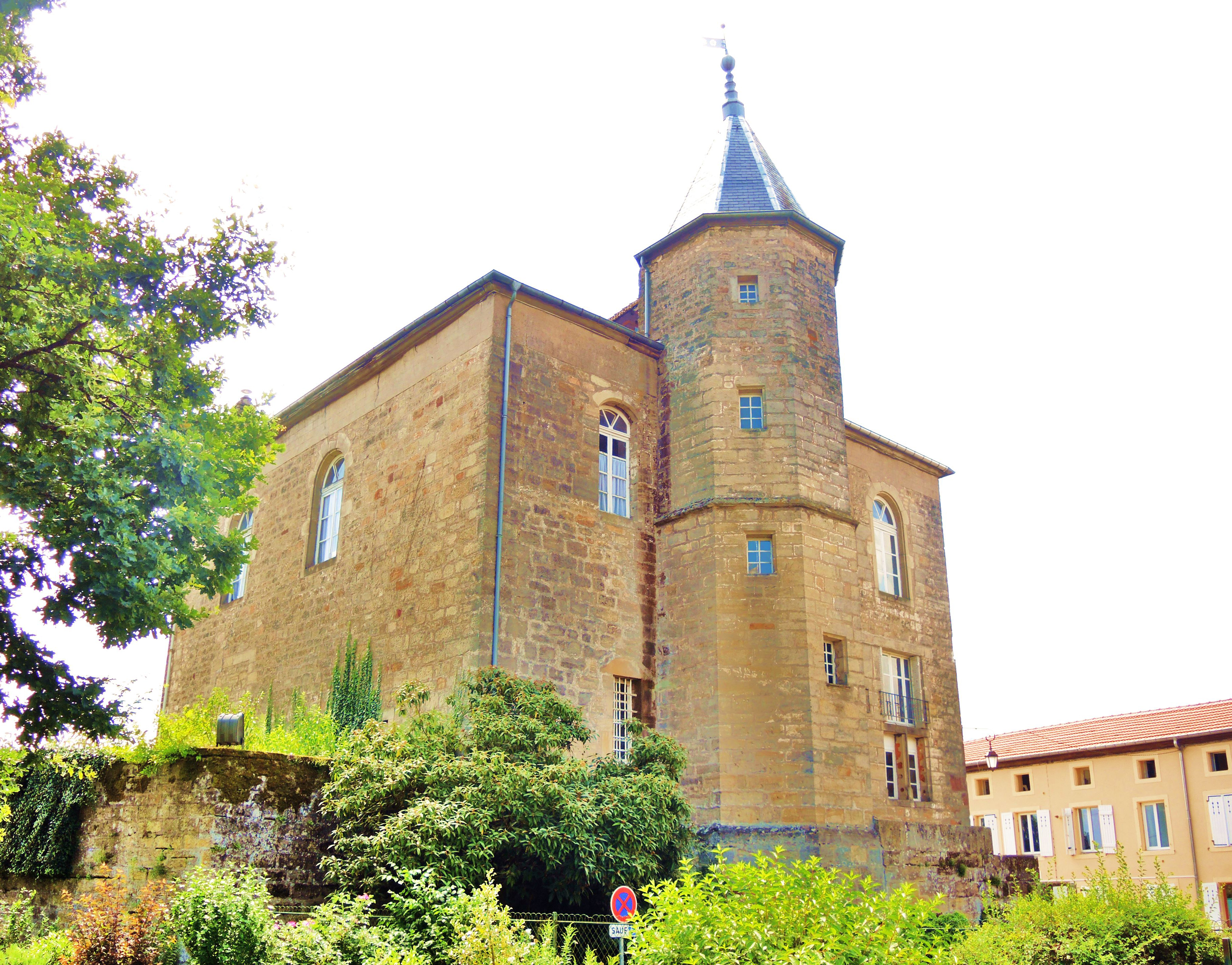
Ehemaliges Schloss Darney
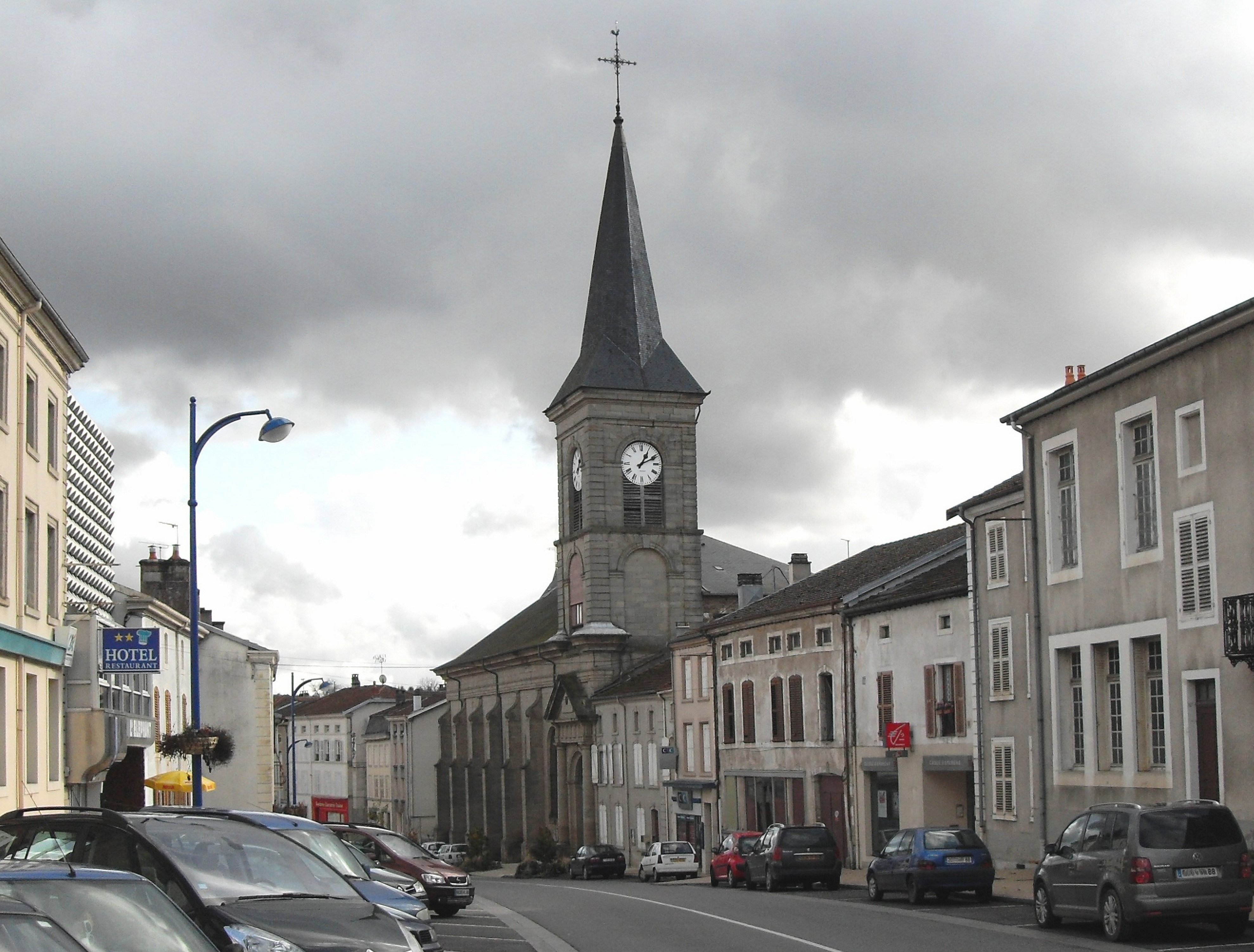
Rue de la République mit der Kirche Sainte-Madeleine
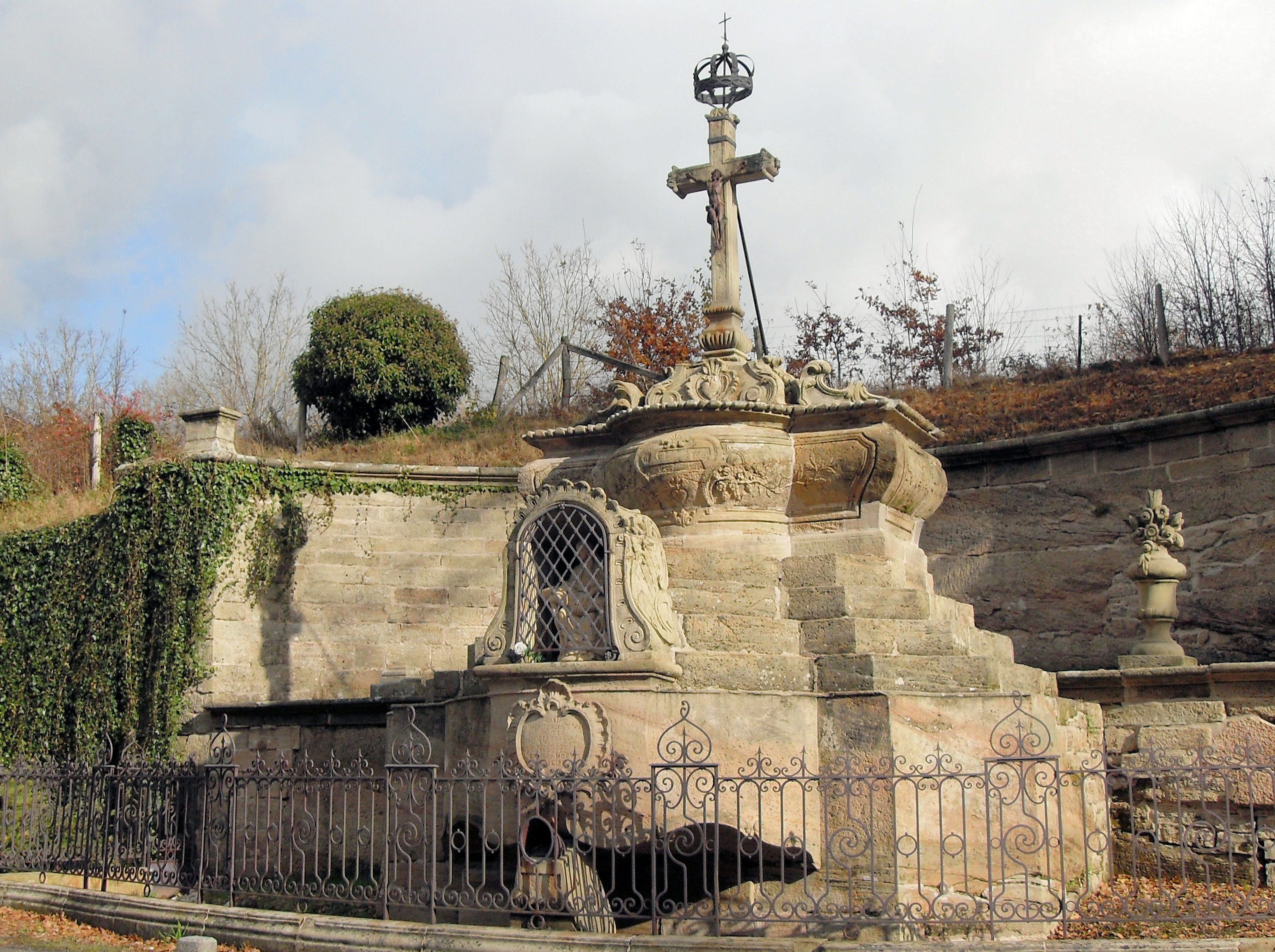
Calvaire an der Straße nach Hennezel

## Städtepartnerschaft
- Slavkov u Brna, Tschechische Republik, seit 1985 (früherer Name: Austerlitz)

## Persönlichkeiten
- Der französische Theologe Nicolas-Sylvestre Bergier (1718–1790) wurde in Darney geboren.
- Jean-Baptiste Bresson (1760–1832), Anwalt und Deputierter im Nationalkonvent, stammt aus Darney.